# Limnophora yunnanensis
Limnophora yunnanensis är en tvåvingeart som beskrevs av Xue och Tong 2003. Limnophora yunnanensis ingår i släktet Limnophora och familjen husflugor. Inga underarter finns listade i Catalogue of Life.